# Pietro Cascella
Pour les articles homonymes, voir Cascella.
Pietro Cascella (né le 2 février 1921 à Pescara, dans les Abruzzes - mort le 18 mai 2008 à Pietrasanta) est un sculpteur et un peintre italien, connu pour ses sculptures en marbre de Carrare.

## Formation
C'est un peu grâce à la passion de son père Tommaso et de son frère Andrea Cascella, mais surtout celle de son grand-père Basilio que le Pietro s'intéresse à la peinture. À l'âge de 22 ans, en 1943, il participe à la quatrième édition de Quadriennale de Rome et en 1948, à la première édition d'après-guerre de la Biennale de Venise.
À Rome en 1938, il s'initie à la pratique à Accademia di San Luca et réalise ensuite avec son frère Andrea des œuvres en céramique et des coupes de toutes sortes.
En 1956, il participe de nouveau à la Biennale de Venise. Il collabore vers la même époque avec Sebastian Matta et aborde des thèmes surréalistes.
La plus grande partie de ses œuvres sont en marbre et en pierre, des sculptures habituellement composées de masses pétrifiées adoucies, âpres ou corrodées avec des traits cubistes et des éléments du purisme géométrique.
L'actuel coordonnateur de Forza Italia Sandro Bondi a déclaré, interrogé par Claudio Sabelli Fioretti, être son collaborateur et avoir réussi à rencontrer Berlusconi par l'intermédiaire de Cascella.
Pietro Cascella a vécu avec sa femme Cordelia Von den Steinen, elle aussi sculpteur, dans le château de la Verrucola, à Fivizzano, en province de Massa-Carrara.

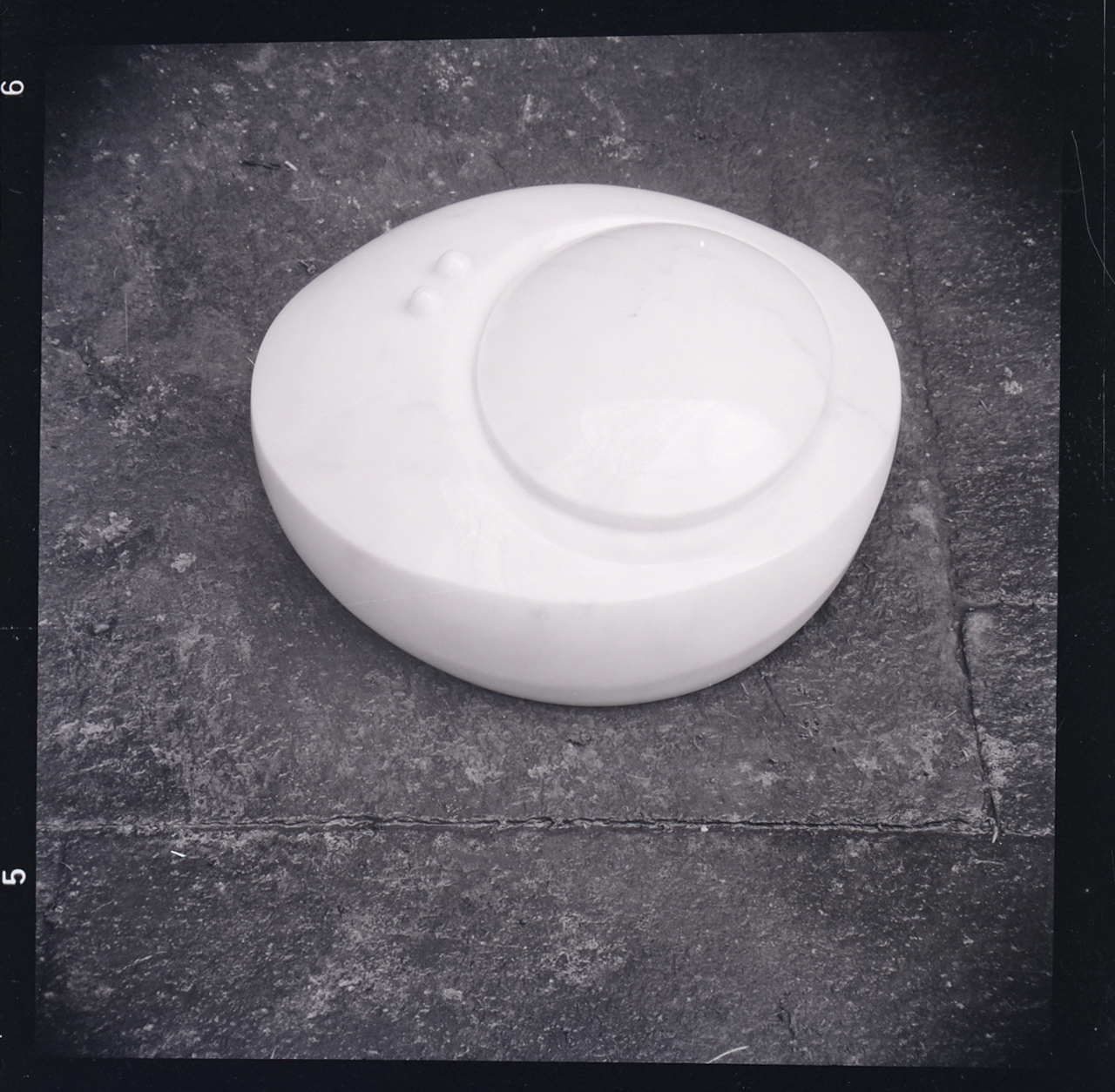
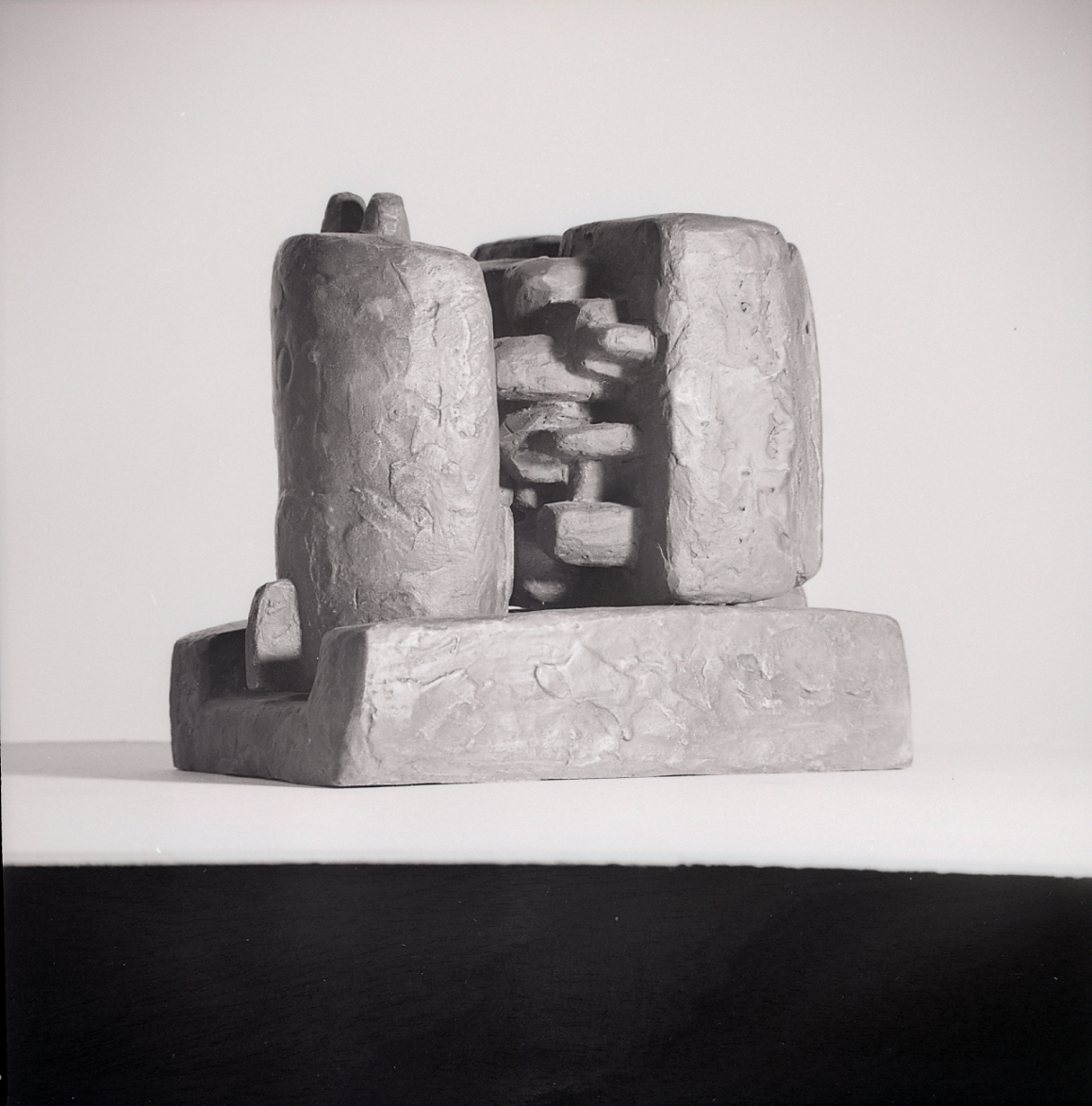
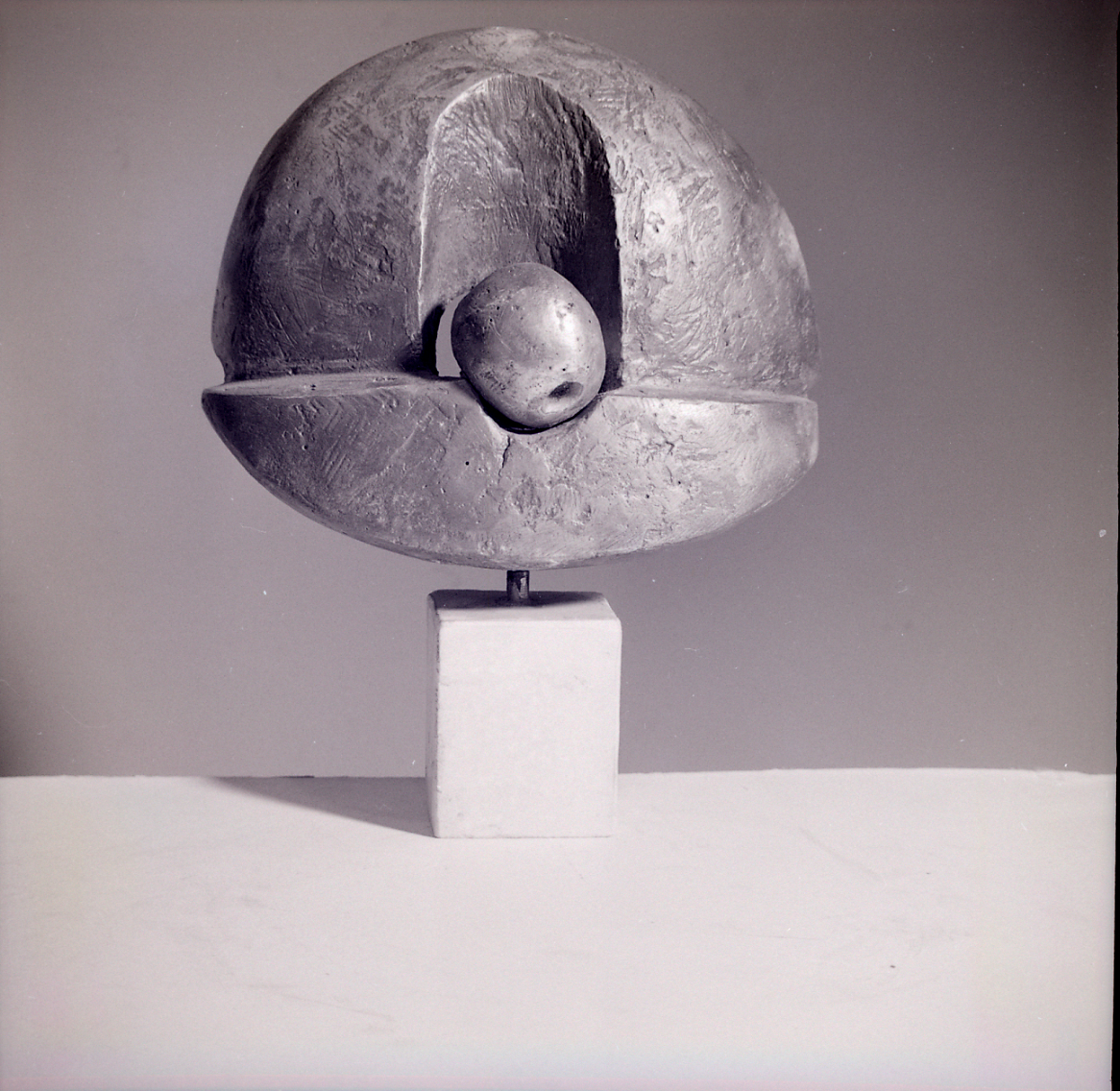

## Quelques œuvres
- Monumento ai martiri di Auschwitz - Camp d'Auschwitz
- Arco della Pace - Tel Aviv
- Omaggio all'Europa - Strasbourg
- Monumento a Mazzini - Milan
- Sole e Luna - Riad
- Bella Ciao - Massa
- Cento anni di Lavoro - Parme
- Monumento a Due Carabinieri caduti - Monteroni d'Arbia
- La Nave - Pescara
- La place de Milano Tre
- La Volta Celeste - Arcore
- Mausolée de la Villa San Martino- Arcore (résidence de Silvio Berlusconi)
- Agorà - Chieti (università)
- Monumento della via Emilia - Parme
- La porta della Sapienza - Pise
- L'ara del Sole - Ingurtosu (Sardaigne)
- Teatro della Germinazione - Parc National des Abruzzes, Latium et Molise
- La fontaine de la ville de Chiavari
- La fontaine pour la Baraclit - en Casentino
- Monumento ai Caduti di Marcinelle - Manoppello
- Toro - Pontedera

## Quelques expositions
- 1954 - Exposition personnelle - Galleria del Naviglio - Milan
- 1962 - Exposition di ceramica - Galleria dell'Obelisco - Rome
- 1962 - Exposition personale - Galleria del Milione - Milan
- 1965 - Galleria Bonino - New York
- 1966 - Salle consacrée à la Biennale de Venise
- 1968 - Galerie du Dragon - Paris
- 1968 - Musée d'Ixelles - Bruxelles
- 1971 - Musée d'Art Moderne de la Ville - Paris
- 1972 - Salle consacrée à la Biennale de Venise
- 1979 - Galerie Buchholz - Munich
- 1984 - Magazzini del Sale - Sienne

## Hommage
L'astéroïde (212373) Pietrocascella est nommé en son honneur.